# أ. إي. يوهان
أ. إي. يوهان (بالألمانية: Alfred E. Johann)‏ (و. 1901 – 1996 م) هو صحفي، ومترجم، وكاتب ألماني، ولد في بيدغوشتش، توفي في غيفهورن، عن عمر يناهز 95 عاماً.

## روابط خارجية
- أ. إي. يوهان على موقع مونزينجر (الألمانية)